# Gotovlje
Gotovlje so naselje, ki leži ob regionalni cesti Ljubljana-Celje v osrčju spodnje Savinjske doline v Občini Žalec. Od Celja so oddaljene 9 km.
Gotovlje so kraj s širšim vplivom na območju, saj v njihovo krajevno skupnost spada tudi sosednje  naselje Podvin. V bližini naselja tečeta dva potoka (Ložnca in Godomlja). V Gotovljah je več javnih zgradb: 4 trgovine, 3 gostilne, turistična kmetija, 2 gasilska domova, lovski dom, podružnična šola, kmečka zadruga, krajevna skupnost in dve cerkvi.
Krajani so zelo aktivni na različnih prireditvah. Največja je gasilska veselica na hipodromu.
Najpomembnejše znamenitosti naselja so konjeniško društvo, več stoletnih lip, vaška kapela, graščina Plevna.

## Grb
'Kaj predstavlja? Osnovna zelena barva ponazarja plodnost, to je barva naše doline. Kar prazen bi bil občutek Savinjčana ob pogledu na grb, če se ne bi na njem srečal z zelenilom, kakor ga je vajen videti skozi okno svojega doma. Takšne so Gotovlje, obdane od njiv in travnikov ter z lipami sredi vasi, tako, da zelena barva resnično prevladuje. Zakaj lonček rjave barve? Severno od Ložnice postaja zemlja težja - ilovnata. Ta ilovica je Gotovljanom povzročila v kmetijstvu nemalo truda, danes pa je rodovitna zaradi sodobnih agrotehničnih ukrepov. Tu se je tudi razvilo lončarstvo, ki je na področju krajevne skupnosti zelo razvito že od najstarejših dob. O tem priča najdba staroslovanskega lončka leta 1952. Lonček je iz časa naselitve kraja, nekako v 7. stoletju našega štetja. V grbu Gotovelj je ta lonček zavzel vidno mesto v sredini in simbolizira nekdanjo močno razvito lončarsko obrt v kraju. Danes imamo »fabriko« (gotovlje 105) in »pečarijo« (Gotovlje 100). S premestitvijo keramike v Liboje je le-ta v Gotovljah začela zamirati.  Na lončku je upodobljen ravninski plodni del naše KS, z brazdami, v ozadju pa prehaja v hribovito področje. Oba dela povezuje značilna kopica hmeljevk. Številka 1263 v grbu pomeni uradno letnico omembe našega kraja v neki kupoprodajni pogodbi za župnijsko zemljo, kjer je podpisan Plebanus of Gutendorf - župnik iz Gotovelj.

## Zgodovina
Vas Gotovlje je eno izmed najstarejših naselij v Savinjski dolini. Povod za tako zgodnjo naselitev je dal izvir potočka Godomlja, ki tu izvira in ima precej toplo vodo, tako, da niti v najhujši zimi ne zamrzne. vzhodno od izvira tega potočka se je pred stoletji razprostiralo manjše jezero, ki je dajalo tedanjim prebivalcem dovolj rib za prehrano.
po vsej verjetnosti je bilo tu že v rimski dobi malo naselje, saj so morali tedanji ljudje obdelovati zemljo oskrbovati s hrano II. rimsko legijo, ki je do propada Rimljanov taboskeletrila v 4 km oddaljeni Ločici pri Polzeli.
Da so se v Gotovljah naselili stari slovani, in sicer v začetni dobi naseljevanja, nam pričajo izkopanine staroslovanskih grobov, ki so jih pod vodstvom arheoloških strokovnjakov Celjskega muzeja izkopali v Gotovljah. Lonec, ki so ga izkopali, je bil iz začetka staroslovanske dobe.
Nekako v desetem stoletju so vovbrški gospodje zgradili na mestu sedanjega župnjišča močen grad, njih nasledniki, žovneški gospodje, pa so kakor je rezvidno iz starih listin, ustanovili leta 1291 župnijo ter prevzeli nad njo patronat, ki je prešel pozneje na Celjske grofe, po letu 1456 pa na deželne stanove, od tod pa na cesarsko vlado, tako se je imenovala cesarska fara. Meje župnije so krile že takrat teritorij današnje katasterske občine Gotovlje.
Polistini žovneškega urbarja je bilo leta 1524 ustanovljeno v gradu Gotovlje krvno sodišče, ki je imelo točno določene meje, ki so krile meje tedanje župnije. Severno od vasi se še danes v gozdu vidi mesto, kjer je bila grmada za sežiganje obsojencev, pot skozi gozd do tega mesta pa se še danes imenuje »mrtvaška pot«. Pozneje so sodišče tu ukinili in so ga prenesli na grad Zalog.
V času turških napadov so si Gotovljani pozidalo okrog cerkve močno 3,5 m visoko obzidje; v ta tabor so ob času nevarnosti spravili svoje imetje in hrabro odbijali sovražne napade. Da so turki večkrat napadli vas, pričajo neštevilne, okrog vasi izkopane turške podkve.
Pod stoletnimi vaškimi lipami na sredi vasi so si vaščani na skupnem sestanku izvolili župana (rihtarja), ki je sodil manjše spore in vodil tedanjo komuno. Nočno stražo so opravljali prebivalci, po redu vsaka hiša eno noč, stražili so s helebardo, ki je še danes ohranjena. Imeli so vaškega črednika, ki je skupno pasel vaško živino. Tako so živeli življenje povsem ločeno od sosednjega trga Žalec.
Leta 1848 se je po marčni revoluciji osnovala v Gotovljah občina kot upravno telo, ni pa bilo nič novega, saj so te posle uvedli leta 1820, prevzel pa je meje do tedanje komune.
Leta 1901 so si Gotovljani zgradili moderno šolo, meja šolskega okoliša se krije z mejo današnjega KLO Gotovlje.
Leta 1938 je bivša banska uprava ukinila že več stoletij obstoječo občino Gotovlje ter jo komasirala s trgom Žalec. Prebivalstvo je bilo komasaciji zelo nasprotno, pozneje pa se je pokazalo, da ta tvorba ni bila posrečena, saj ni niti ena občinska seja potekala brez kreganja in prepira, ker so se pač vedno križali interesi vaščanov in tržanov. Prav zato je tudi danes splošna želja vseh Gotovljanov, da ostane občina Gotovlje samostojna.
Dne 6. aprila 1941 je Hitlerjeva Nemčija napadla Kraljevino Jugoslavijo in v dobrm tednu je morala kapitulirati bivša armada Kraljevine Jugoslavije, a okupator je zasedel naše kraje. Kmalu na to, že 27. aprila 1941, pa je bil tajni sestanek Komunistične partije Slovenije. Na tem sestanku je bila ustanovljena osvobodilna fronta Slovenije s programom, da se bo 
osvobodilna fronta borila proti okupatorju, kakor tudi proti domačim okupatorjevim pomagačem. Ta proglas je šel po vsej naši domovini, in že so se v mesecu juniju pojavili tudi na Slovenskem borci osvobodilne fronte, borci-partizani. V našem okolišu so se najprej pojavili partizani v Zabukovici, ki pa so imeli ponoči sestanke v posameznih krajih. Tako je bil konec meseca junija 1941 prvi večji sestanek pod kudrovim kozolcem na polju (v Gotovljah); tega sestanka se je udeležilo pet Gotovljanov. To naj bi bil prvi ustanovni sestanek OF odbora za Žalec in Gotovlje.
OF si je zadala nalogo, da bo uničevala okupatorju možost prehrane in tako so na večer 20. julija 1941 zažgali kozolce polne žita. Tudi v Gotovljah je ta večer zgorel kozolec, ki ga je zažgal partizan iz Velenja.
Tudi v okolico naše vasi so ponoči prihajali partizani, naši ljudje so jim prav radi pomagali s hrano. Tako sta potekli leti 1941 in 1942. Leta 1943 pa so ustanovili zopet nov odbor OF za Gotovlje, in sicer je bil sestanek meseca junija 1943 ponoči na polju pri Turnškovi kapeli. Treba je bilo razširjati propagandni material, dajati razna poročila, zbirati podatke o Nemški vojski in razne podobne stvari. Po vsa taka poročila so redno prihajali kurirji in jih odnašali na za to določena mesta. Seveda je bilo pisano vse s strojem, da se v primeru, da kurirja ujamejo, ni moglo po pisavi spoznai, kdo je pisal poročilo. Zgodilo se je, da je nesel kurur naš spisek vseh vojnih obveznikov od 18. do 50. leta, a je padel v zasedo in je bil ustreljen, spisek pa je prišel Nemcem v roke, ki so na vse načine iskali kdo je spisek delal. Odborovi sestanki so bili stalno vsakih 14 dni.
Ko je prišla februarja 1944 XIV. divizija na spodnje štajersko, je partizanstvo zajelo velik razmah. Najprej so se vključevali v partizane naši fantje, ki bi morali z dopustov nazaj v Nemško vojsko, po letu 1944 pa je odšlo že mnogo Gotovljanov in Gotoveljskih deklet v partizane.